# Диаки, Ибрахим
Ибрахим Амуа Диаки (фр. Ibrahim Amuah Diaky; род. 24 мая 1982, Абиджан) — ивуарийский футболист, полузащитник клуба «Аль-Айн». Имеет также гражданство ОАЭ.

## Клубная карьера
Ибрахим как и все мальчишки в столице Кот-д’Ивуара играл в футбол ещё с улиц, а затем в школе. Он присоединился в частную академию в АСЕК Мимозас в Абиджане, и в возрасте 16 лет он попал уже в основную команду. В 2002 году он перебрался в тунисский «Эсперанс», где играл в течение трёх сезонов. После чего переехал в ОАЭ, где подписал контракт с «Аль-Джазирой», однако его первый опыт в стране был в аренде в клубе «Аль-Айн», который выиграл азиатскую Лигу чемпионов 2003 года, под руководством французского тренера Брюно Метсю. Метсю позже сказал Диаки, чтобы он не подписывал контракт с «Аль-Айном», так как тренер возглавит катарский клуб «Аль-Гарафа» и он обещал взять Ибрахима с собой. После чего он вернулся в Тунис, но вскоре представители «Аль-Джазиры» прилетели к нему на переговоры в Тунис и сделали игроку хорошее предложение, после чего Ибрахим покинул «Эсперанс» и присоединиться к эмиратскому клубу. С 2012 года выступает за «Аль-Айн».

## Международная карьера
Когда Ибрахиму было предоставлено гражданство ОАЭ в 2006 году, в эмиратах надеялись, что динамичный полузащитник сможет сыграть за сборную страны, но благие намерения привели к непредвиденным последствиям. Диаки играл в одном международном матче за Кот-д’Ивуар, страну своего рождения, выйдя на замену 3 июня 2001 года в отборочно матч КАН-2002, против Ливии. По словам Диаки: «Люди в Кот-д’Ивуар не знают реальную историю, они чувствуют, я предал их и принял гражданство ОАЭ». Когда Диаки предложили паспорт ОАЭ с целью играть за сборную, он сообщил всем, кого это касается, что он не имеет права играть за другую сборную, так как уже играл за Кот-д’Ивуар официальный матч. После 20 минут игры против Ливии в выездном матче, который Кот-д’Ивуар выиграл со счётом 3:0, он был призван ещё на три сбора национальной команды, но так и не получил возможность выйти на поле.

## Личная жизнь
В 2006 году, выступая за «Аль-Джазиру», Ибрагим Дияке, гражданин Кот-д’Ивуар стал эмиратцем вместе с членами своей семьи по решению высших властей страны. Он принял ислам по приезде в ОАЭ через шариатский суд. Таким образом ивуариец стал вторым иностранцем в футболе, принявшим гражданство ОАЭ, до него эмиратцем стал французский тренер сборной страны Брюно Метсю, принявший ислам, взявший имя Абдуль Керим и женившийся на мусульманке. Диаки женат, у него есть сын — Исмаил, который родился в Абу-Даби в 2009 году, он назван в честь дяди игрока, Исмаил Диаки, также бывшего футболиста.